# Rozmowa bardzo polityczna
Rozmowa bardzo polityczna – program publicystyczny emitowany od lipca 2010 do stycznia 2012 oraz od lipca do sierpnia 2013 na antenie telewizji TVN24. 
W latach 2010–2012 program zastępował na antenie TVN24 Rozmowę Rymanowskiego, gdy jej prowadzący Bogdan Rymanowski przebywał na urlopie (w okresie wakacyjnym w 2010 i 2011 oraz zimą – po kilka dni w 2011 i 2012), a także – od września 2010 – we wszystkie piątki. Przestał być emitowany wraz z Rozmową Rymanowskiego (gdy zastąpił ją program Jeden na jeden, mający tego samego gospodarza). Latem 2013 wyemitowano, po półtorarocznej przerwie, ostatnie pięć odcinków Rozmowy bardzo politycznej, które zastępowały w okresie wakacyjnym Kawę na ławę (także prowadzoną przez Bogdana Rymanowskiego; od 2014 program ten zastępowany jest w wakacje przez Ławę polityków).
Program prowadzili Jarosław Kuźniar, Andrzej Morozowski i Maciej Knapik, jeden odcinek poprowadził ponadto Konrad Piasecki. Najczęściej obecnym gościem w programie (13 razy) był Ryszard Kalisz.